# Галактарова киселина
Галактаровата киселина, C6H10O8 или HOOC-(CHOH)4-COOH, е захарна киселина от групата на алдаровите киселини, която се получава при окислението с азотна киселина на галактоза или галактоза съдържащи съединения лактоза и различни видове естествена гума.
Формира крстален прах, който се топи при 213 °C. Незартворима е в етанол, и почти неразтворима в студена вода. Поради симетрията на молекулата си, не притежава оптична активност, въпреки че има четири хирални въглеродни атома (мезо съединение). Когато се задрява с пиридин до 140 °C, се трансформира до аломова киселина. При стапяне с концентрирана солна киселина се образува фурфурал (дикарбоксилна киселина), докато при заграяване в присъствието на бариев сулфид се получава тиофен.
С калиев хидроген сулфат формира 3-хидрокси-2-пирон, след дехидрогениране и декарбоксилиране.

## Употреба
Галактаровата киселина може да се използва като заместител на тартаровата киселина при ефервесцентните таблетки.